# Cantone di Vienne-2
Il Cantone di Vienne-2 è una divisione amministrativa dell'arrondissement di Vienne.
È stato costituito a seguito della riforma approvata con decreto del 18 febbraio 2014, che ha avuto attuazione dopo le elezioni dipartimentali del 2015 ridefinendo il cantone soppresso di Vienne-Sud e aggregandovi alcuni comuni del Cantone di Roussillon.

## Composizione
Comprende parte della città di Vienne e i 17 comuni di:
- Assieu
- Auberives-sur-Varèze
- Cheyssieu
- Chonas-l'Amballan
- Clonas-sur-Varèze
- Les Côtes-d'Arey
- Estrablin
- Eyzin-Pinet
- Jardin
- Reventin-Vaugris
- Les Roches-de-Condrieu
- Saint-Alban-du-Rhône
- Saint-Clair-du-Rhône
- Saint-Maurice-l'Exil
- Saint-Prim
- Saint-Sorlin-de-Vienne
- Vernioz